# Starrkirch-Wil
Starrkirch-Wil – miejscowość i gmina w północnej Szwajcarii, w kantonie Solura, w jednostce administracyjnej (Amtei) Olten-Gösgen, w okręgu Olten.  

## Demografia
W Starrkirch-Wil mieszka 1 812 osób. W 2021 roku 16,3% populacji gminy stanowiły osoby urodzone poza Szwajcarią.

## Transport
Przez teren gminy przebiega droga główna nr 5.